# Mauricet (acteur)
Pour les articles homonymes, voir Mauricet.
Ne doit pas être confondu avec Moricey.
Georges Maurice Renaut, connu sous le nom de scène Mauricet (né le 19 mai 1888 dans le 10e arrondissement de Paris, ville où il est mort le 25 février 1968 en son domicile dans le 18e arrondissement), est un acteur de théâtre et de cinéma, dramaturge et directeur de théâtre français.

## Biographie
Mauricet a été codirecteur, de 1923 à 1928, d'un cabaret qui devint Le Moulin de la chanson. De 1946 à 1948, il fut directeur des émissions de variétés à la Radiodiffusion française.
Il est inhumé au cimetière Saint-Vincent de Montmartre, à Paris

## Filmographie

### Cinéma
- 1932 : La Chauve-Souris de Pierre Billon et Carl Lamac
- 1932 : L'Âne de Buridan d'Alexandre Ryder
- 1932 : Le Truc du Brésilien d'Alberto Cavalcanti
- 1932 : Un coup de téléphone de Georges Lacombe
- 1932 : La Belle Aventure de Reinhold Schünzel et Roger Le Bon
- 1933 : Hortense a dit j'm'en f…, moyen métrage de Jean Bernard-Derosne
- 1933 : Le Mari garçon d'Alberto Cavalcanti
- 1933 : Feu Toupinel de Roger Capellani
- 1933 : Les Surprises du divorce de Jean Kemm
- 1933 : Du haut en bas de Georg Wilhelm Pabst
- 1934 : Voilà Montmartre de Roger Capellani
- 1952 : Mon mari est merveilleux d'André Hunebelle
- 1953 : Le Père de Mademoiselle de Marcel L'Herbier
- 1953 : L'Esclave d'Yves Ciampi
- 1954 : Quai des blondes de Paul Cadéac
- 1956 : Mémoires d'un flic de Pierre Foucaud
- 1956 : En effeuillant la marguerite de Marc Allégret
- 1957 : La Garçonne de Jacqueline Audry
- 1957 : Le Grand Bluff de Patrice Dally
- 1963 : Le Temps des copains de Robert Guez

### Télévision
- 1952 : The Uranium Mine de Sheldon Reynolds : Methot (saison 2 épisode 11 de la série télévisée Foreign Intrigue)
- 1952 : Gold de Sheldon Reynolds : Methot (saison 2 épisode 12 de la série télévisée Foreign Intrigue)
- 1956 : Beaufils et fils de Lazare Iglesis (épisode 2 de la série télévisée Plaisir du théâtre)
- 1957 : Trois pour cent de Jean Vernier (téléfilm)

## Théâtre

### Comme auteur

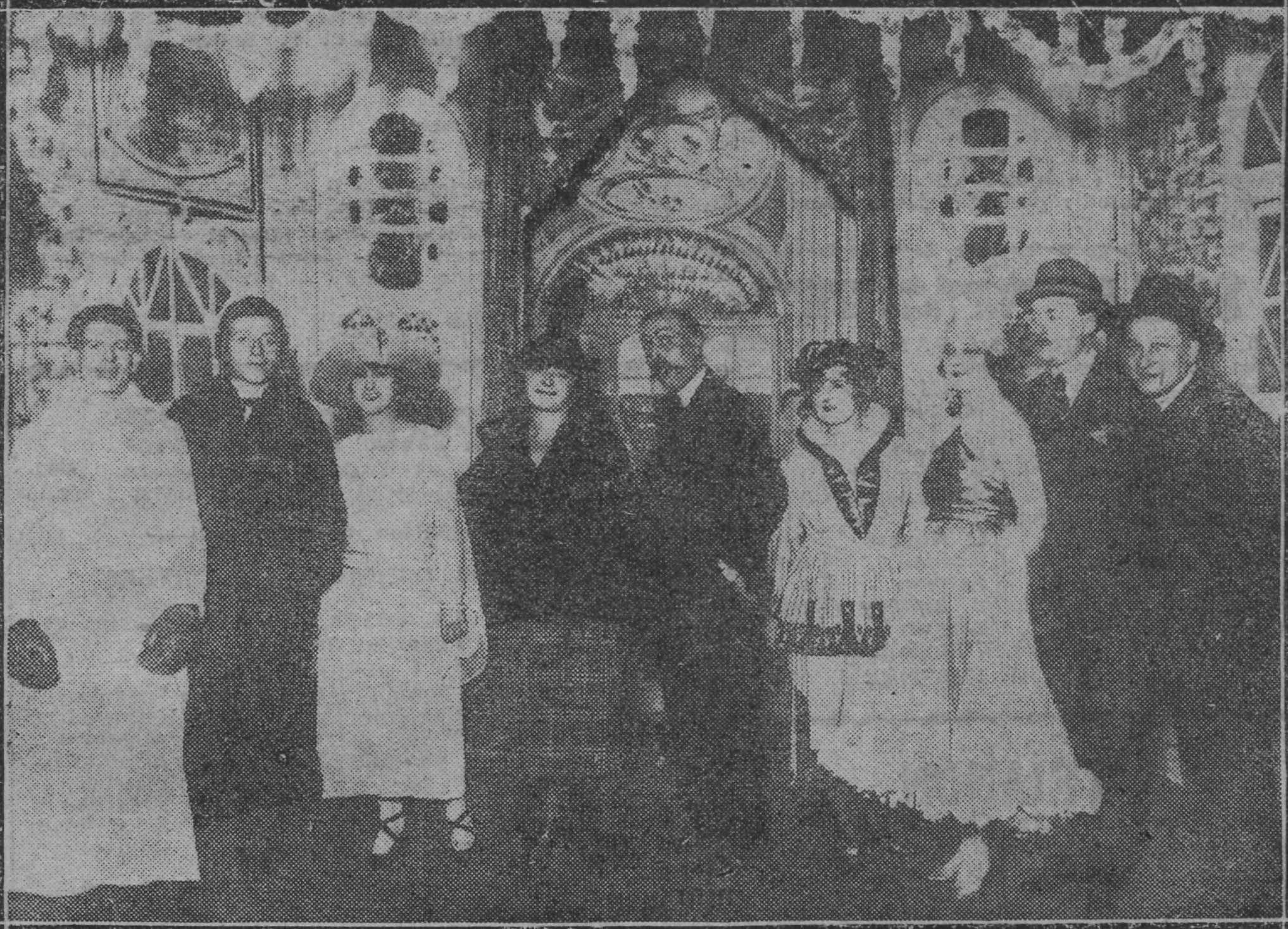
Dans l'train, 1921

- 1921 : Dans l'train, de Robert Dieudonné et  Mauricet, à La Boite à Fursy[5],[6].
- 1921 : Faites des enfants, de Fursy, Paul Marinier et Mauricet, à La Boite à Fursy[7].
- 1922 : Ta Bouche, Dédé ! de Mauricet et Pierre Varenne, à La Boite à Fursy[8],[9].
- 1923 : Bonjour !, de Mauricet, Pierre Varenne et Jacques Ferny, chez Mauricet et Fursy[10],[11].
- 1925 : Scènes d'actualités, de Paul Briquet, Mauricet et Pierre Varenne, chez Mauricet et Fursy[12].
- 1925 : Rip lui-même, de Rip, Mauricet et Pierre Varenne, au Moulin de la Chanson[13].
- 1926 : Tire au franc, de Mauricet et Pierre Varenne, chez Mauricet et Fursy[14].
- 1927 : Ça c'est Montmartre, Mauricet et Pierre Varenne chez Mauricet et Fursy[15],[16].
- 1945 : La Revue des Capucines, livret de Pierre Louki, Mauricet, Serge Veber, musique de Mitty Goldin[17], Pierre Mercier[18], Raoul Moretti, mise en scène Louis Blanche, Théâtre des Capucines[19].

### Comme comédien
- 1954 : Les J3 de Roger Ferdinand, mise en scène Jacques Baumer, Théâtre de l'Ambigu-Comique
- 1956 : Ce soir je dîne chez moi d'après Clare Kummer[20], mise en scène Christian-Gérard, Comédie Wagram